# Šipovača
Šipovača je naseljeno mjesto u gradu Ljubuškom, Federacija BiH, BiH.

## Zemljopisni položaj i značajke
Nalazi se u sjeverozapadnom dijelu ljubuške općine, uz granicu s Republikom Hrvatskom. Površine je 7,88 km2. Dijeli na zaseoke Banja, Velika Šipovača i Mala Šipovača. U selu su dva groblja – manje Banjsko groblje i središnje u Jurinoj Lazini. Sjedište je župe Presvetoga Srca Isusova, kojoj još pripadaju Vojnići, Dole, Greda i Kašče. U mjestu je 2006. sagrađena nova škola, a dovršena je i gradnja vodovoda te igrališta na kojem se održava Šipovačka noć na kojoj nastupa lokalni sastav Šuplje stine.

## Stanovništvo

### Popisi 1971. – 1991.
| Šipovača           |              |              |              |
| godina popisa      | 1991.        | 1981.        | 1971.        |
| Hrvati             | 617 (99,03%) | 684 (98,98%) | 757 (99,73%) |
| Srbi               | 1 (0,16%)    | 0            | 1 (0,13%)    |
| Muslimani          | 0            | 0            | 0            |
| Jugoslaveni        | 0            | 1 (0,14%)    | 0            |
| ostali i nepoznato | 5 (0,80%)    | 6 (0,86%)    | 1 (0,13%)    |
| ukupno             | 623          | 691          | 759          |

### Popis 2013.
| Šipovača           |            |
| godina popisa      | 2013.      |
| Hrvati             | 643 (100%) |
| Srbi               | 0          |
| Bošnjaci           | 0          |
| ostali i nepoznato | 0          |
| ukupno             | 643        |

## Povijest
O životu u prapovijesno doba u Šipovači svjedoči više nalaza, ponajviše u jugozapadnom dijelu uz cestu prema Kašču. Na lokalitetima Mala i Velika Gomila nalazi se sedam kamenih gomila iz brončanog doba. Na koti Mala Gomila (193 m) nalazi se prapovijesna gradina i ispod nje jedna gomila promjera dvadesetak metara. Druga se nalazi na cesti prema Kašču na koti Gradina (340 m). U mjestu je 1959. pronađena prapovijesna kamena sjekira, koja se sada nalazi u Zemaljskom muzeju u Sarajevu. Na lokalitetu Latice nalazište je stećaka iz 14. – 15. st. Evidentirano je 17 primjeraka (11 škrinja i 6 ploča), orijentiranih u smjeru istok-zapad. Ukrašeno ih je 12 primjeraka, najčešći su središnji motivi mačevi, štitovi, križevi, polumjeseci, kružni vijenci i predstave jelena i psa. Dio ih je oštećen ili su utonuli u zemlju, a grobnica koja se nalazi ispod središnjeg stećka devastirana.
U popisu katoličkoga pučanstva biskupa Marijana Bogdanovića 1768. u Šipovači su zabilježena sljedeća prezimena: Georgius Bebekovich, Joannes Bubalovich, Gregorius Erzegovich, Andreas Garbavçevich, Matthaeus Garbavçevich, Michael Vragnesevich i Stephanus Vukoevich.

## Poznate osobe
- Luka Vukojević, hrvatski jezikoslovac
- Zdenko Herceg, molekularni biolog i genetičar